# ユーチューニャー
『ユーチューニャー』は、レスプリ制作による日本のテレビアニメ。2023年4月4日より、九州朝日放送『アサデス。KBC』内ほかにて放送されている。ナレーションは大塚明夫で、最後に ｢○○だが、今日も眠れない....｣と流れている。一流のYouTuberを目指す猫「ニャー」を主人公とした物語。
2025年4月15日（火）から「ユーチューニャー【公式】X（@youtunya）」にて「ユーチューニャー(3期アニメシリーズ)」が九州朝日放送『アサデス。KBC』内で毎週火曜日に放送予定であることが発表され、2025年7月1日（火）まで放送された。インターネットでも配信中。

## 登場キャラクター
登場キャラクターのうち、「かわいいねおねえさん」などの人間以外は基本的に猫であるため、基本的には「ニャー」などの鳴き声しか発声しない。
ニャー
声 - ファイルーズあい
一流YouTuberを目指す猫。自身の動画に張り付いてウザいコメントを投稿する「うざコメおじさん」のコメントや、コニャーがニャー自身の挙動を撮影して自身のチャンネルにアップし、その動画がバズっているのを見て驚いたりすると、目が点のように小さくなって血眼が走り「ニャーーーーーーー！！！」と叫ぶのが定番。
ともネコ
声 - 梶裕貴
有名チャンネルの猫。
つよネコ
声 - 木村昴
武闘派チャンネルの猫。常にサングラスを掛けている。
かわいいねおねえさん
声 - 佐々木未来
ニャーの飼い主。名前の通り「かわいいね」が口癖。
ももち
声 - 大塚明夫
最強の猫。 常にピンク色のマフラーを身に着けている。
コニャー
声 - 大谷育江
3期アニメシリーズにて登場した小さい猫。

## スタッフ
- 原作 - ブシロードクリエイティブ、CHOCOLATE Inc.、悪の秘密結社[2]
- キャラクターデザイン - たかだべあ[2]
- 監督・音響監督 - 矢立きょう[2]
- 脚本 - シャベリーマン[2]
- 作画監督 - 岡田ありさ
- 音楽 - ANCHOR、西本康佑[2]
- 音楽制作・音響制作 - ブシロードムーブ[2]
- 音楽プロデューサー - 大貫佑介
- プロデューサー - 成田耕祐、渡辺周作、笹生浩生、大貫佑介、清水香梨子
- アニメーションプロデューサー - 清水香梨子
- アニメーション制作 - レスプリ[2]
- 製作 - ニャーを見守る会[2]（ブシロードクリエイティブ、CHOCOLATE Inc.、悪の秘密結社、ブシロードムーブ、レスプリ）

## 主題歌
「バズれ！ユーチューニャー！」
ヤネウラ書房 feat. パン・ルナリーフィ、イケダナナによる主題歌。作詞・作曲・編曲はHiroki Suzuki(ANCHOR)。

## 各話リスト
尚、2024年12月24日に配信された、クリスマス特別編「クリスマスってみた」は、公式ウェブサイト/YouTube／TikTokにおいて「話数にカウントされていない」ため、当リストには含めない。
| 話数   | サブタイトル                                                           | 初放送日       |
| ------ | ---------------------------------------------------------------------- | -------------- |
| 第1話  | ユーチューニャー                                                       | 2023年 4月4日  |
| 第2話  | 商品レビュー                                                           | 4月11日        |
| 第3話  | ドッキリ企画                                                           | 4月18日        |
| 第4話  | ASMR                                                                   | 4月25日        |
| 第5話  | ファンです。コラボしてください。                                       | 5月2日         |
| 第6話  | 病院連れていかれてみた                                                 | 5月9日         |
| 第7話  | 凸られてみた                                                           | 5月16日        |
| 第8話  | ふぐりふぐられ                                                         | 5月23日        |
| 第9話  | リベンジ企画されてみた                                                 | 5月30日        |
| 第10話 | ペット飼ってみた                                                       | 6月6日         |
| 第11話 | 迷惑系現る                                                             | 6月13日        |
| 第12話 | 凸ってみた                                                             | 6月20日        |
| 第13話 | 設定思い出してみた                                                     | 6月27日        |
| 第14話 | 時空を超えた戦い                                                       | 7月4日         |
| 第15話 | 戦い、その先に―。                                                      | 7月11日        |
| 第16話 | ユーチューニャー再び                                                   | 2024年 4月2日  |
| 第17話 | 相談してみた                                                           | 4月9日         |
| 第18話 | 願掛けに行ってみた                                                     | 4月16日        |
| 第19話 | 猫によりけり                                                           | 4月23日        |
| 第20話 | 相手より、体が気持ちに追い付かない                                     | 4月30日        |
| 第21話 | 前半：ついにうちにも来た 後半：猫の定め(※2話構成)                      | 5月7日         |
| 第22話 | 転売ヤー成敗してみた                                                   | 5月14日        |
| 第23話 | 前半：そっちじゃない 中盤：身から出た反応 後半：寝坊してみた(※3話構成) | 5月21日        |
| 第24話 | 放生会行ってみた                                                       | 5月28日        |
| 第25話 | 猫の島に行ってみた                                                     | 6月4日         |
| 第26話 | 喋ってみた                                                             | 6月11日        |
| 第27話 | ニャーは続くよどこまでも                                               | 6月18日        |
| 第28話 | ともだち増えてみた                                                     | 2025年 4月15日 |
| 第29話 | ネズミなのにスネークしてみた                                           | 4月22日        |
| 第30話 | ファッションしてみた                                                   | 4月29日        |
| 第31話 | DIYしてみた                                                            | 5月13日        |
| 第32話 | モーニングルーティーンしてみた                                         | 5月20日        |
| 第33話 | 運動してみた                                                           | 5月27日        |
| 第34話 | キャナルってみた                                                       | 6月3日         |
| 第35話 | コピー商品マン、現る                                                   | 6月17日        |
| 第36話 | メイクアップしてみた                                                   | 6月24日        |
| 第37話 | お別れしてみた                                                         | 7月1日         |

## 放送局
| 放送期間                                                                           | 放送時間                     | 放送局       | 対象地域        | 備考                |
| ---------------------------------------------------------------------------------- | ---------------------------- | ------------ | --------------- | ------------------- |
| 2023年4月4日 - 7月11日、2024年4月2日 - 2024年6月18日、2025年4月15日 - 2025年7月1日 | 火曜 7:10 前後               | 九州朝日放送 | 福岡県、 佐賀県 | 『アサデス。KBC』内 |
| 2023年4月11日 - 7月18日                                                            | 火曜 1:50 - 1:55（月曜深夜） | 秋田朝日放送 | 秋田県          |                     |
| 2023年4月14日 - 7月28日                                                            | 金曜 2:45 - 2:50（木曜深夜） | 新潟テレビ21 | 新潟県          | [ 11 ]              |
| 2023年5月1日 -                                                                     | 月曜 2:50 - 2:55（日曜深夜） | 北陸朝日放送 | 石川県          |                     |

インターネットでは、火曜18時を目途にYouTube、TikTokの作品公式アカウントにて配信。